# Contea di Lyman
La contea di Lyman ( in inglese Lyman County ) è una contea dello Stato del Dakota del Sud, negli Stati Uniti. La popolazione al censimento del 2000 era di 3 895 abitanti. Il capoluogo di contea è Kennebec.